# Jerzy Michalski (historyk)
Jerzy Michalski (ur. 9 kwietnia 1924 w Warszawie, zm. 26 lutego 2007 tamże) – polski historyk XVIII i XIX wieku, profesor Instytutu Historii Polskiej Akademii Nauk. Obok Władysława Konopczyńskiego i Emanuela Rostworowskiego najwybitniejszy znawca historii Polski XVIII wieku. Autor wielu prac naukowych.
Historię studiował w czasie II wojny światowej na tajnym Uniwersytecie Warszawskim oraz Uniwersytecie Jagiellońskim. Promocja doktorska na podstawie rozprawy „Studia nad zbiorem praw sądowych Andrzeja Zamoyskiego”, której promotorem był Janusz Woliński, odbyła się w 1949. W 1958 uzyskał stanowisko docenta, a w 1961 mianowano go profesorem nadzwyczajnym. Był pracownikiem w Zakładzie Historii Nauki PAN, profesorem Instytutu Historii PAN, oraz honorowym członkiem Polskiego Towarzystwa Badań nad Wiekiem Osiemnastym. Uczestniczył jako redaktor i współautor przy tworzeniu Historii nauki polskiej tomu III (1977), oraz tomu I Historii Sejmu Polskiego (1985). W 1986 mianowany został profesorem zwyczajnym.
Od 1975 r. był zastępcą redaktora, a w latach 1985-1999 redaktorem naczelnym Kwartalnika Historycznego. Był mistrzem dla kilku pokoleń polskich historyków. Dzięki niezwykłej przenikliwości i dogłębnej znajomości źródeł doskonale rozumiał ludzi, o których pisał.
Pochowany na cmentarzu Powązkowskim w Warszawie (kwatera 131-3-16-17).

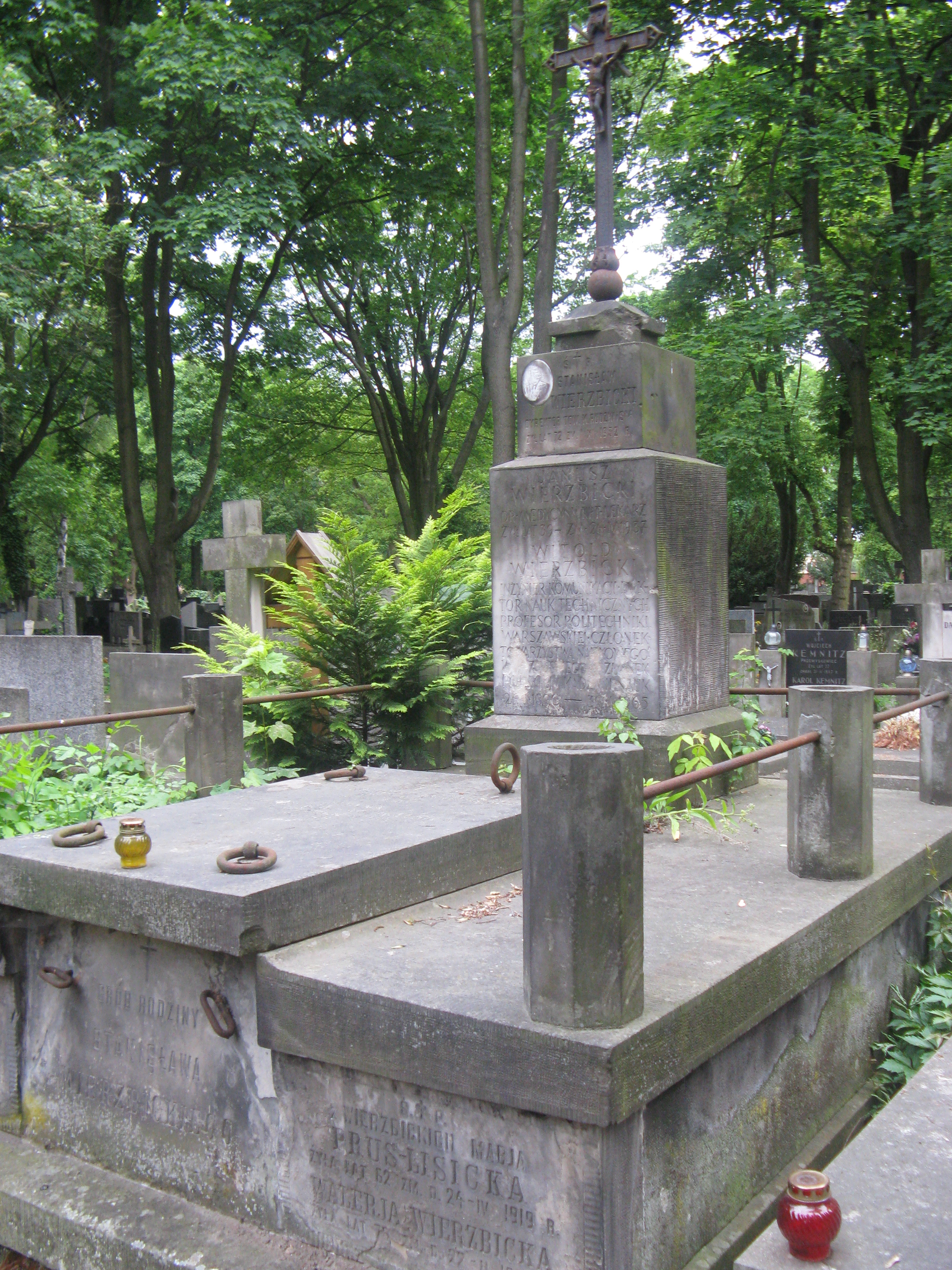
Grób prof. Witolda Wierzbickiego i prof. Jerzego Michalskiego na cmentarzu Powązkowskim

## Wybrana bibliografia
- Z dziejów Towarzystwa Przyjaciół Nauk (1953)
- Studia nad reforma sądownictwa i prawa sądowego w XVIII wieku (1958)
- Polska wobec wojny o sukcesję bawarską (1968)
- Schyłek konfederacji barskiej (1970)
- Rousseau i sarmacki republikanizm (1977)
- Mably i konfederacji barscy (1995)
- Studia historyczne z XVIII i XIX wieku red. naukowa W. Kriegseisen i Z. Zielińska, t. 1–2 (2007)